# Maerua endlichii
Maerua endlichii är en kaprisväxtart som beskrevs av Ernest Friedrich Gilg och Benedict. Maerua endlichii ingår i släktet Maerua och familjen kaprisväxter. Inga underarter finns listade i Catalogue of Life.